# AEGON Trophy 2012

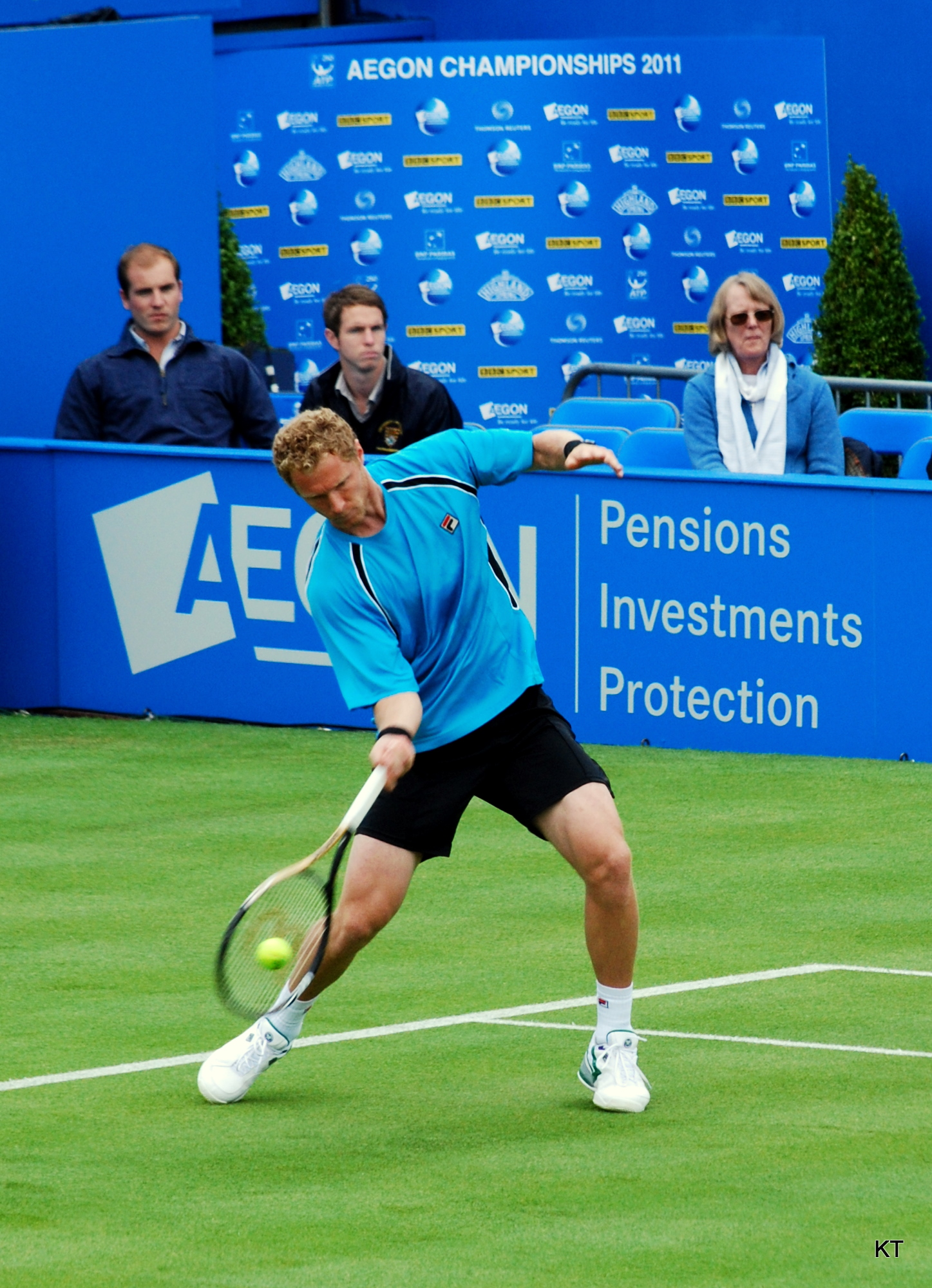
Россиянин Дмитрий Турсунов — финалист мужских одиночных соревнований.

AEGON Trophy 2012 — 4-й розыгрыш ежегодного профессионального международного теннисного турнира, проводимый ITF в рамках своего женского тура и ATP в рамках своего тура Challenger в британском городе Ноттингем. Соревнования прошли с 4 по 10 июня.
Чемпионы прошлого года:
- мужской одиночный разряд:  Жиль Мюллер
- женский одиночный разряд:  Элени Данилиду
- мужской парный разряд:  Колин Флеминг /  Росс Хатчинс
- женский парный разряд:  Кимико Датэ-Крумм /  Чжан Шуай

## Соревнования

### Мужчины. Одиночный турнир
Беньямин Беккер обыграл  Дмитрия Турсунова со счётом 4-6, 6-1, 6-4.

### Женщины. Одиночный турнир
Урсула Радваньская обыграла  Коко Вандевеге со счётом 6-1, 4-6, 6-1.
- Радваньская выигрывает 1й титул в сезоне и 4й за карьеру в туре федерации.
- Вандевеге с 3й попытки уступает финал соревнования федерации.

### Мужчины. Парный турнир
Трет Конрад Хьюи /  Доминик Инглот обыграли  Джонатана Маррея /  Фредерика Нильсена со счётом 6-4, 6-79, [10-8].

### Женщины. Парный турнир
Элени Данилиду /  Кейси Деллакква обыграли  Лору Робсон /  Хезер Уотсон со счётом 6-4, 6-2.